# Nigeria ai Giochi della XXVI Olimpiade
La Nigeria partecipò ai Giochi della XXVI Olimpiade, svoltisi ad Atlanta, Stati Uniti, dal 19 luglio al 4 agosto 1996, con una delegazione di 65 atleti impegnati in nove discipline.

## Medaglie
| Medaglia | Atleta                                                   | Sport            | Evento                          |
| -------- | -------------------------------------------------------- | ---------------- | ------------------------------- |
| Oro      | Chioma Ajunwa                                            | Atletica leggera | Salto in lungo femminile        |
| Oro      | Nigeria                                                  | Calcio           | Torneo maschile                 |
| Argento  | Falilat Ogunkoya Bisi Afolabi Fatima Yusuf Charity Opara | Atletica leggera | Staffetta 4×400 metri femminile |
| Bronzo   | Falilat Ogunkoya                                         | Atletica leggera | 400 m femminili                 |
| Bronzo   | Mary Onyali                                              | Atletica leggera | 200 m femminili                 |
| Bronzo   | Duncan Dokiwari                                          | Pugilato         | Pesi supermassimi               |

### Medagliere per discipline
| Sport            | Oro | Argento | Bronzo | Totale |
| ---------------- | --- | ------- | ------ | ------ |
| Atletica leggera | 1   | 1       | 2      | 4      |
| Calcio           | 1   | 0       | 0      | 1      |
| Pugilato         | 0   | 0       | 1      | 1      |
| Totale           | 2   | 1       | 3      | 6      |

## Risultati

### Calcio
- Uomini

| Atleta | Classifica |                    |
| --- | --- | ------------------ |
| V · D · M Nazionale olimpica nigeriana · Calcio ai Giochi Olimpici Estivi 1996 1 E. Babayaro · 2 C. Babayaro · 3 West · 4 Kanu · 5 Okechukwu · 6 Amunike · 7 Babangida · 8 Oruma · 9 Fatusi · 10 Okocha · 11 Ikpeba · 12 Obafemi · 13 Lawal · 14 Amokachi · 15 Oliseh · 16 Obiekwu · 17 Oparaku · 18 Dosu · CT : Bonfrère | Oro |                    |
| Nazionale olimpica nigeriana · Calcio ai Giochi Olimpici Estivi 1996 | |                    |
| 1 E. Babayaro · 2 C. Babayaro · 3 West · 4 Kanu · 5 Okechukwu · 6 Amunike · 7 Babangida · 8 Oruma · 9 Fatusi · 10 Okocha · 11 Ikpeba · 12 Obafemi · 13 Lawal · 14 Amokachi · 15 Oliseh · 16 Obiekwu · 17 Oparaku · 18 Dosu · CT: Bonfrère                                                                                 | 1 E. Babayaro · 2 C. Babayaro · 3 West · 4 Kanu · 5 Okechukwu · 6 Amunike · 7 Babangida · 8 Oruma · 9 Fatusi · 10 Okocha · 11 Ikpeba · 12 Obafemi · 13 Lawal · 14 Amokachi · 15 Oliseh · 16 Obiekwu · 17 Oparaku · 18 Dosu · CT: Bonfrère | Nigeria (bandiera) |